# Dominique van der Heyde
Dominique van der Heyde (Leiden, 2 juli 1964) is een Nederlands journalist. Ze werkte als parlementair verslaggever voor de NOS en is chef van de parlementaire redactie van de NOS.

## Loopbaan
Van der Heyde doorliep het Stedelijk Gymnasium Arnhem en studeerde politicologie aan de Vrije Universiteit Amsterdam.
Ze werkt bij de NOS, eerst op de buitenlandredactie en daarna bij de parlementaire redactie, waaruit ze als parlementair verslaggeefster en commentator werkte. Ze volgde bij Nieuwsuur Ferry Mingelen op als 'politiek duider'. Haar werkveld was veelal het Haagse Binnenhof. In 2018 werd ze chef van de politieke redactie.
Van der Heyde schreef vanaf 2012 op de dinsdagen een column over het politieke wel en wee in Den Haag in het gratis dagblad Sp!ts, dat tot 2014 bestaan heeft. Haar bundel Spitsroeden lopen in Den Haag (september 2013) is een politiek verslag van het voorgaande parlementaire jaar.

## Privéleven
Van der Heyde was van 2005 tot 2017 getrouwd met journaliste en schrijfster Annet de Jong. Samen schreven ze enkele thrillers onder het pseudoniem Anna Levander. Tot haar familie behoren de Nederlandse ingenieur en architect Cornelis Outshoorn en haar volle neef Beau van Erven Dorens.
In 2013 deed Van der Heyde mee aan de televisiequiz  De Slimste Mens.